# Kava
Kava (Piper methysticum) er en plante som findes på øerne i det vestlige Stillehav. På grund af dens psykotrope egenskaber, har man i årtusinder fremstillet en drik bestående af et vandligt ekstrakt fra roden. Denne drik har været brugt som et populært rusmiddel samt i lokal folkemedicin.
Ekstrakt af kava bruges også som drik ved Ava-ceremonien; en traditionel kulturel ritual i store dele af kulturerne i Stillehavsområdet.
47°48′49″N 18°05′44″Ø / 47.81359°N 18.09564°Ø